# Plaiuri, Alba
Plaiuri (in maghiară Plaintelep) este un sat în comuna Pianu din județul Alba, Transilvania, România.

 Acest articol despre o localitate din județul Alba este deocamdată un ciot. Puteți ajuta Wikipedia prin completarea lui.